# 名阪食品
名阪食品株式会社（めいはんしょくひん）とは、大阪府大阪市（本社は2022年6月10日に大阪へ移転、それまで本社であった桜井市の社屋は奈良本社となる。）に本社をおく給食委託会社である。大阪府内のみならず奈良県･三重県や埼玉県などにも事業部・事業所を設けている。
「お客様の期待に応えるために大事にする姿勢・行動」を以下のように定め、社内で唱和を行っている。
1. お客様の期待を超えるような解決策を提案する
2. お客様のことをよく知る
3. 安全・安心で、楽しく、喜んで食事をして頂くという視点で工夫する
4. 粘り強く、諦めない、根気よく
5. いつも笑顔で、なんでも相談される関係性を作る

## 沿革
- 1968年 - 清水宏吉（しみずひろよし）により創業される。
- 1971年12月 - 株式会社となり、現在にいたる。
- 1980年 - 三重県上野市（現 伊賀市）に営業所を設ける。
- 1996年 - 茨城県内に支店を設置する。1998年に関東事業部と改称。2000年 埼玉県さいたま市に移転。
- 2007年 - 再度創業地の奈良に戻り、現所在地に移転した。
- 2013年 - 代表取締役社長に清水克能（しみずかつよし）が就任[2]。介護食「そふまる」販売開始[3]。
- 2022年 - 本社を大阪へ移転　より一層のサービス向上及び管理体制の充実を図るため、本社を奈良県桜井市から大阪市中央区（大阪事業部と併設）に移転

## 業務内容
- 介護施設、保育施設、学校給食などの委託給食事業が主たるものとなっている。提案型営業を強みとしており、2023年4月時点で、介護施設・保育所・幼稚園・学校の給食を中心に300件の契約先に給食を提供している。保育園向けには離乳食やアレルギー児童に配慮したメニューを用意するなど、多様な需要に応える食品を開発・提供している[1]。
- 高齢者施設において、摂食嚥下が容易でなおかつ見た目が一般食に近い介護食として「そふまる」を開発・提供している。

### そふまる
そふまるは名阪食品が開発、提供する介護食のブランド。高齢者施設などの給食サービスの一環として提供されている。咀嚼と嚥下が容易でありながら、一般の食品の見た目や味に近く、食事に困難を抱える高齢者でも食欲増進が期待できる。2016年、グッドデザイン賞を受賞。
2004年～2005年頃に、自社運営の特別養護老人ホームにて流動食を食べたがらない入居者に食生活を楽しんでもらいたいと考えたことが開発の経緯であり、2013年に販売を開始、2017年11月時点でトンカツ、サバ味噌煮等、37品目を揃えている。